# چنگیز شهوق
چنگیز شَهْوَق (زادهٔ ۱۰ شهریور ۱۳۱۲ در باکو – درگذشتهٔ ۲۱ شهریور ۱۳۷۵ در تهران)، نقاش و مجسمه‌ساز معاصر بود. شهوق از پیشگامان هنر نوگرای ایران محسوب می‌شود.

## زندگی
چنگیز شهوق در هنرستان به آموزش سفال و سرامیک و مجسمه‌های گلی پرداخت. یک سال پس از ورود به دانشگاه (۱۳۳۶) از مجسمه‌های سفالی و سرامیک خود نمایشگاهی در گالری استتیک برگزار کرد. در همین سال با همکاری چند هنرمند نوگرا پایه‌های ذهنیت ایجاد اولین بی‌ینال تهران را در محفلی دوستانه پی ریخت.
دههٔ ۱۳۴۰ اوج کار شهوق بود. حضور در دانشکدهٔ تربیت معلم مسئولیت ادارهٔ چند نگارخانه و معلمی از دورهٔ ابتدایی تا دبیرستان، به اضافهٔ طراحی روی جلد، مجسمه‌سازی و نقاشی از فعالیت‌های او در این دوره بودند. در ۱۳۳۱ وارد هنرستان نقاشی شد. نخستین نمایش آثار او در دی و بهمن ماه ۱۳۳۶ در گالری استتیک (میدان فردوسی) به همراه نمایش آثار دوستش کورس سلحشور نظر هنرمندان نوگرا و علاقه‌مندان به هنر محض را جلب کرد.
یک سال پس از نمایش نخستین، به طور جدی رو به مجسمه‌سازی آورد. مجسمه‌های او باور رایج از مجسمه را پس می‌زد. یک نوع ترکیب تصویر (کمپوزیسیون) ایجاد می‌کرد و معنا را به نفع عنصر خلاقیت، از تصور بیننده می‌گرفت. او که در اواخر دههٔ ۱۳۳۰ کارمند اداره هنرهای زیبای وزارت فرهنگ و هنر بود در برپایی دومین نمایشگاه پیکرتراشی (به همت هنرهای زیبا) سهم زیادی داشت.
شهوق از بنیان گزاران بی ینال‌های ملی ایران محسوب می‌شود. در بهمن ۱۳۴۰، به همت ادارهٔ روابط بین‌الملل و انتشارات هنرهای زیبای کشور، نمایشگاهی از نقاشی‌ها و پیکره‌سازی‌های دانش‌آموزان دبیرستان «ایران فردا» برپا کرد. از آثار خودش هم مجسمه‌ای از سیم و فلز را به نمایش گذشت که بی‌تأثیر از آثار گونزالز نبود. در همان دوره تعداد زیادی کمپوزیسیون‌های رنگ روغن را در تالار رضا عباسی به نمایش گذشت. بی‌ینال چهارم، اوج آثار او را نمایش می‌داد. حضور دو داور ایتالیایی، دکتر پالما بوکارلی (رئیس موزهٔ هنر مدرن رم) و پروفسور جولیو کارلو آرگان (استاد تاریخ هنر دانشگاه رم) در بی‌ینال منجر به برنده شدن بورسیه به مدت سه ماه سفر به ایتالیا برای شهوق شد.
علاقه شهوق به کار با پلکسی گلاس و پلی‌استر منجر به ساخت مجسمه‌هایی شد که مثل کار دیگران نبود. او از مواد مختلف مانند سیم، پشم‌شیشه، لعاب و رنگ برای خلق آثارش بهره گرفت و در تمام این آثار به دنبال خلق وضعیتی بود تا مسائل ذهن را در حالت‌هایی تجسمی نشان دهد. در نیمهٔ دوم دههٔ ۴۰، مس، نیکل و روی را با پشم‌شیشه و رنگ قاطی می‌کند. آثار شهوق مشتی به چهرهٔ مجسمه‌سازی ایرانی (که در زمان او بیشتر تندیس و سردیس‌سازی بود) تلقی می‌شد.
علی‌رغم استفاده از نقش‌مایه‌های سنتی- فلزی ایران، انتزاع از مهمترین وجوه کار او بود. شهوق یک دوره به کار نقاشی برجسته روی آورد و بافت و مواد گوناگون را در کنار رنگ بر بوم نهاد. او در حقیقت یک نقاش شیمیست بود. این نوع مطالعات باعث شد دیگر رنگ را آماده خریداری نکند و خود بسازد. مجسمه‌های او از طرح‌هایی الگو می‌گرفت که بر کاغذ رسم می‌شد، به همین علت در آثار او پیوسته یک نوع هندسه و مقیاس‌های ریاضی در دل انتزاع هویداست.
در۱۳۴۸ به فرانسه سفر کرد و در «خانهٔ هنرهای پاریس» حضور یافت و پس از آن بود که از زیر تأثیر کنستانتین برانکوزی درآمد. در آن سفر او متوجه اهمیت نمایشگاه‌های دوسالانه در هنر نقاشی شد و پس از بازگشت به ایران به همراه پرویز تناولی، مارکو گریگوریان و دیگر هنرمندان همزمان خود نمایشگاه دوسالانه‌های ایران را راه‌اندازی کرد که هنرمندان بسیاری از این نمایشگاه‌ها به جامعه هنری معرفی شدند.
در سال‌های پس از ۱۳۵۷، هنرهای تجسمی ایران، به ناچار در سکوت فرورفت تا به تدریج بر اساس مبانی انقلاب بازتعریف شود. این سکوت چندساله، فعالیت‌های هنری پیشین را در هاله‌ای از ابهام فرو برده بود و هنرمندان هم دچار سردرگمی بودند. بسیاری از هنرمندان تا مدت‌ها گوشه‌نشینی پیشه کردند و گاهی به تغییر شغل فکر نمودند. برخی دیگر هم به امید گشایشی در هنر، به تغییر سبک و سمت آثار خود پرداختند. اما شهوق همیشه در گفت‌وگوهای دوستانه، با قاطعیت می‌گفت: «» کار دیگری بلد نیست و راه دیگری نمی‌شناسد». وی در سال‌های نخستین پیروزی انقلاب در زیرزمین ساختمان وزارت ارشاد، در میدان بهارستان، به خلق آثار سرامیکی سرگرم بود و در همان سال‌ها تحقیقات تجربی جدی‌اش را در زمینة مواد لعاب و سرامیک آغاز کرده بود.
شاید بازنشستگی چنگیز شهوق در نیمه دهه ۶۰، آغازی دوباره برای احیای نقش وی به عنوان یک اکتیویست هنری بود؛ چون او از چندی پس از بازنشستگی، علی‌رغم ادامه جدی فعالیت‌های تحقیقاتی‌اش، خطر خانه‌نشین‌شدن را احساس می‌کرد و نمی‌توانست چنین سرنوشتی را برای خود بپذیرد. در چنین حال‌وهوایی بود که وی تصمیم به برگزاری نمایشگاهی از آثارش گرفت.
شهوق دریافته بود، آغاز این فعالیت، به معنی آغاز یک فعالیت جدی برای عرضه کردن آثار تجسمی نوگراست. همچنین این اکتیویسم نوپا، مشکلاتی ویژه خود داشت. از سویی، قطع ارتباط با مخاطبان آثار هنری در سال‌های پیشین، برای هنرمندانی چون شهوق، کوشش بیشتری را برای شناساندن آثار خود به مخاطبان طلب می‌کرد و از سوی دیگر، شناساندن هنر نوگرا به عنوان هنری که ضدیتی با مبانی انقلاب نداشت، پیمودن راهی دشوار را می‌طلبید.
در این مسیر، اولین دستاورد چنگیز شهوق، برگزاری اولین نمایشگاه انفرادی نقاشی‌ها و نقش‌برجسته‌هایش در ۱۳۶۶، در گالری کارپی (کرته سابق)، پس از انقلاب، بود. وی پس از برگزاری این نمایشگاه، یکی از دغدغه‌هایش این بود که بین نمایشگاه‌های آثار جدیدش، فاصله زمانی زیادی نباشد. حتی اگر در یک سال، مجالی برای برگزاری یک نمایشگاه انفرادی نمی‌یافت، تلاش می‌کرد در نمایشگاه‌های جمعی، دستاورد تازه خود را ارائه کند.
از دیگر دغدغه‌های شهوق در این سال‌ها، احیا شدن مجسمه‌سازی در ایران بود؛ چون وی همیشه مجسمه‌سازی را حرفه اصلی خود می‌دانست. در زمینة احیای هنر مجسمه‌سازی، در سال‌های پایانی دهه ۶۰، کوشش‌های مختلفی در حال انجام بود. از آن جمله می‌توان به استفتاهایی اشاره کرد که به همت طاهر شیخ‌الحکمایی (در آن زمان در حوزه هنری سازمان تبلیغات اسلامی بود)، برای مراجع تقلید فرستاده شد. در جایی دیگر عده‌ای از هنرمندان با حمایت وزارت ارشاد، تلاش می‌کردند انجمنی برای مجسمه‌سازان ایران تأسیس کنند، و در دانشگاه تهران هم تلاش‌هایی برای بازگشایی رشته مجسمه‌سازی صورت گرفت که در اویل دهه ۷۰ نتیجه داد.
شهوق در بسیاری از این تلاش‌ها حضوری پررنگ داشت. وی در جلسات تأسیس انجمن مجسمه‌سازان ایران، به همراه مجسمه‌سازانی نظیر حمید شانس، علی مددی، علی قهاری، زین‌العابدین بنایی،... نقش مؤثری ایفا کرد؛ هرچند این تلاش در آن زمان ناکام ماند. همچنین چنگیز شهوق از جمله افراد فعال در جریان برگزاری اولین نمایشگاه مجسمه‌سازی پس از انقلاب، در موزه هنرهای معاصر ایران بود.
نتایج بسیاری از فعالیت‌های انجام‌شده، هیچ وقت او را راضی نمی‌کرد. تنها تلاشی که شاید در این زمینه رضایت قلبی او را به همراه داشت، نصب مجسمه‌های پارک ملت بود، هرچند پس از گذشت سال‌ها، آبستره خود را، که در آن تعصب ویژه‌ای داشت، کنار گذاشت. اما این را پرداخت هزینه‌ای می‌دانست که باید در راه احیای مجسمه‌سازی می‌پرداخت. این پروژه با پیشنهاد کامران کاتوزیان به شهرداری منطقه ۳ تهران آغاز شد و چنگیز شهوق، علی مددی، حمید شانس، هوشنگ قراقوزلو و عباس مشهدی‌زاده، مجسمه‌سازانی بودند که در این پروژه شرکت داشتند. به باور بسیاری از هنرمندان، استقبال مردم از این حرکت جمعی، گام مؤثری در جهت تثبیت وضعیت مجسمه‌سازی در ایران محسوب می‌شود.
دلمشغولی دیگر شهوق، تدریس و انتقال تجربیاتش به هنرمندان جوان بود. او همیشه از کم‌کاری و کم‌تحرکی دانشجویان خود گله می‌کرد و معتقد بود: اگر تنها یک نفر از بین شاگردانش تحت تأثیر وی، به هنرمندی قابل تبدیل شود، همة رسالت خود را به عنوان یک استاد، به انجام رسانده‌است. شهوق در زمینة تدریس به شدت مخالف انتقال شخصیت کاری استاد به شاگرد بود و به همین دلیل کلاس‌های نقاشی‌دیواری‌اش را به دیگر کلاس‌ها ترجیح می‌داد؛ چون در کلاس‌های نقاشی دیواری، می‌توانست تجربیات خود را درباره نقش مواد مختلف در خلق آثار هنری منتقل کند.

## دربارهٔ آثار
منوچهر کلانتری در نقد آثار چنگیز شهوق پس از انقلاب (به مناسبت نمایشگاه «تازه‌ترین دستاوردهای چنگیز شهوق» در «نگارخانه سعدآباد)در یادداشتی کوتاه نوشته‌است: «در آبستراکسیون هندسی (به تعبیر نقاشان دهه‌های ۳۰ و ۴۰ تاریخ فرنگی)، نقاشی محض، کانون‌بندی‌های پنهان، حرکت سنجیده موتیف از کانون به اطراف یا گشتن حول محور کانون، از بالا نگریستن به سوژه یا دیدن سوژه در طیف تیره خیال، جهت‌گیری طرح‌ها به سوی عمق هسته یا گریز از هسته، از مشخصه‌های بارز اثر هستند و از رنگ برای پوشاندن یا آرایش سوژه استفاده می‌شود، به نوعی که بیان مستقیم و جلوه واقعیت‌های مأنوس از اثر گرفته شود. آبستراکسیون آزاد در تغییر زیرساخت‌ها و نمودهای نقاشی، نقشی مهم داشته‌است. در این سبک، آزاد بودن از جهات دید و رهایی از قید طرح‌های بسته و هارمونی رنگ و ایماژپردازی، اساس کار است و رنگ به عنوان عنصری مهم در فرم نهایی در خدمت حساسیت‌های غریزی نقاش قرار می‌گیرد. حال با توجه به وصفی کوتاه از آموزه‌های آبستره به تابلوهای شهوق نگاهی گذرا می‌اندازیم: نقاش کوشیده از بیان مستقیم و از صورت‌های بازسازی‌شده در ذهن، از فرم‌های مأنوس تابیده در شعور آگاه و ایماژهای رؤیایی، بپرهیزد و به آبستراکسیون هندسی یا نقاشی محض بپیوندد. اما آثار او از حساسیت‌های عاطفی و از جلوه‌های کم‌وبیش عینی و آرایش‌های عمدی برخوردار است، به گونه‌ای که پیگیری زوایای دید و اندازه‌گیری ذهنی از انگیزش‌های موضوعی و فصلی و بررسی حدود کوشش برای موتیف‌سازی یا شخصیت دادن به تم اصلی امکان‌پذیر است. البته، بازیابی عواطف نقاش و جهت سیروسلوک وی در وادی طرح‌های سنجیده و هارمونی رنگ در نگاره‌هایی که انگ محض بر هر یک نهاده‌اند، از ارزش کارش نمی‌کاهد؛ چون از خصایص سبک آبستره هندسی، نسبت‌یابی و توازن طرح‌ و رنگ و تعادل بخشیدن به موتیف‌هاست، که با خصایص نگاره‌های سه‌بُعدی قرابت دارد؛ بنابراین، پرهیز از حالت‌پردازی و فضاسازی برای ایده مکتوم دشوار است و طرح‌های بسته در هر فرم، به مدد رنگ به تصویر نوعی ایماژ می‌انجامند؛ بنابراین، شهوق، مانند نامداران مکتب آبستره، از تأثیر دیده‌پردازی‌های متعدد سبک بی‌بهره نمانده‌است».
شهوق بیش از این‌که مثل هنرمندان سقاخانه و قهوه‌خانه دغدغه هویت‌جویی داشته باشد، در پی تجددطلبی و رسیدن به معنای مطلق و مجرد مدرن بود؛ از این‌رو همیشه به دنبال راه‌ها و رسانه‌های تازه برای بیان هنر می‌گشت. شهروز نظری در توضیح دربارهٔ هنر شهوق به پرهیزش از بومی گرایی اشاره می‌کند و در مقدمه‌ای به مناسبت بزرگداشت شهوق در چهارمین دوسالانهٔ مجسمه‌سازی می‌نویسد:

شهوق نسبت به آدم‌هایی مثل گریگوریان، تناولی، سپهری یا اویسی و مابقی هم‌دوره‌ای‌هایش کمتر به دنبال بازسازی و نمایش دوبارهٔ تاریخ تصویری ایران بود.

سیروس مالک دربارهٔ آثار چنگیز شهوق می‌نویسد: «شهوق را بدون شک باید یکی از هنرمندان بنام و برجسته هنر معاصر ایران دانست، که در قوه کاری، و قدرت بیانگری هنرش، فضای خاصی برای خود به وجود آورده‌است، و نمی‌توان باور نمود که شاید‍! صدمات استفاده از پالی‌آستر در سینه و شش‌های وی باعث رفتن او از میان ما شد».
نصرت‌الله مسلمیان درباره شهوق می‌گوید: «ما امروز متوجه می‌شویم که شهوق از جمله اولین هنرمندان نوگرایی بود که سعی داشت مدرنیسم را مطرح کند، در حالیکه در فضای سنتی آن زمان ارائه آثار مدرن نیاز به خطر کردن داشت و هنرمند باید نسبت به اثر مدرنی که خلق می‌کرد ایمان داشت و از آن دفاع می‌کرد. شهوق در زمان خود تلاش کرد تا راهی جدید برای نسل بعد از خود ایجاد کند، در حالیکه بسیاری از روشنفکران آن دوران با شهوق بی مهری کردند، از این رو شهوق همواره هنرمندی درون گرا بود. شهوق دانشکده را بعد از مدت کوتاهی رها کرد البته شهوق گفته بود که:من نمی‌توانستم آن جا نفس بکشم و محیط آکادمیک دور از انتظارم بود.»

## سالشمار زندگی
- ۱۳۱۲: متولد ۱۰ شهریور در باکو.
- ۱۳۱۵: مهاجرت خانواده به تهران.
- ۱۳۳۱: ورود به هنرستان نقاشی.
- ۱۳۳۵: شرکت در نمایشگاه جمعی «انجمن ایران و آمریکا».
- ۱۳۳۶: ورود به دانشکده هنرهای زیبا. اختلاف با یکی از استادان دانشکده و رهایی از آموزش آکادمیک. برگزاری نخستین نمایشگاه آثار (مجسمه و نقاشی) در «گالری استتیک».
- ۱۳۳۷: تدریس در مجتمع آموزشی تربیت معلم. همکاری با مارکو گریگوریان در برپایی بی‌ینال اول تهران. نمایش انفرادی آثار در «تالار رضا عباسی». شرکت دربی‌ینال اول تهران، کاخ ابیض، مجسمه چادری.
- ۱۳۳۸: نمایش انفرادی آثار در «رستوران فرید». کارمند اداره هنرهای زیبای کشور. نمایشگاه پیکرتراشی در ماه آبان به اهتمام هنرهای زیبای کشور.
- ۱۳۳۹: شرکت در دومین بی‌ینال تهران.
- ۱۳۴۰: شرکت در نمایشگاه هنرمندان ایرانی در هند.
- ۱۳۴۱: شرکت در سومین بی‌ینال تهران، با یک تابلو آبستره و مجسمه «زن».
- ۱۳۴۲: شرکت در بی‌ینال پاریس.
- ۱۳۴۳: نمایشگاه دونفره با کامران کاتوزیان در فضای آزاد رستوران فرید. شرکت در چندین نمایشگاه گروهی. شرکت در چهارمین بی‌ینال تهران، با یک مجسمه سیمانی. راه‌اندازی گالری صبا با همکاری کامران کاتوزیان و ناصر مفخم.
- ۱۳۴۵: تنظیم و ترتیب نمایشگاه پنجمین بی‌ینال تهران. شرکت در بی‌ینال با یک مجسمه و یک تابلوی نقاشی.
- ۱۳۴۷: شرکت در نمایشگاه شرکت ملی نفت ایران (آبادان و جزیره خارک).
- ۱۳۴۸: حضور و استقرار در «خانه هنرهای پاریس».
- ۱۳۵۱: طراحی جلد مجله موسیقی (نگاه کنید به: دوره سوم، شماره ۱۳۵، فروردین و اردیبهشت ۱۳۵۱).
- ۱۳۵۳: تنظیم بخش ایرانی نخستین نمایشگاه هنری بین‌المللی تهران (نقاشی، مجسمه‌سازی و معماری). ارائه مجسمه «کمپوزیسیون» در این نمایشگاه.
- ۱۳۵۴: شرکت در نمایشگاه جمعی آبی (گروه آزاد نقاشان و مجسمه‌سازان) با عنوان: «میهمان».
- ۱۳۵۵: اسفند؛ نمایشگاه انفرادی نقاشی در «گالری کرته» با معرفی و یادداشتی از سیروس مالک درباره وی. مدیریت «نگارخانه تخت جمشید».
- ۱۳۶۶: اسفند؛ نمایشگاه نقش‌برجسته در «گالری کارپی». جایزه منتخب موزه هنرهای معاصر تهران به خاطر نمایشگاه گروهی «کشتار حج خونین».
- ۱۳۶۷: بهمن؛ نمایش آثار نقاشی در «گالری کلاسیک».
- ۱۳۶۸: دریافت نشان درجه یک هنری (معادل دکترا).
- ۱۳۷۲: نمایش آثار با عنوان «تازه‌ترین دستاوردهای چنگیز شهوق» در «نگارخانه سعدآباد».
- ۱۳۷۵: مرگ بر اثر سکته قلبی در ۲۱ شهریور.

## کلکسیون
مرکز ژرژ پمپیدو، اهدایی پری رادپی، پاریس
موزه هنرهای معاصر، تهران

## مقالات
- دوئت برای: چنگ ـ چنگیز، خشایار فهیمی، مجله تندیس، شماره ۱۷۳، اردیبهشت ۱۳۸۹[۵]
- در گاه یاد چنگیز شهوق، شهروز نظری، مجله تندیس، شماره ۵۲، تهران ۱۳۸۴[۱]